# Sonny Tufts
Sonny Tufts (16 de julio de 1911 – 4 de junio de 1970) fue un actor teatral, cinematográfico y televisivo, y también cantante de ópera, de nacionalidad estadounidense.

## Biografía

### Inicios
Su verdadero nombre era Bowen Charlton Tufts III, y nació en Boston, Massachusetts, en el seno de una destacada familia del mundo de la banca. El patriarca de la familia, Peter Tufts, había navegado a América desde Wilby,  Inglaterra, en 1638. El tío abuelo de Tufts fue el empresario y filántropo Charles Tufts, que dio nombre a la Universidad Tufts.
Tufts se formó en la Academia Phillips Exeter, y más tarde rompió con la tradición bancaria de su familia al estudiar ópera en la Universidad Yale, donde fue editor de una revista de humor del campus, The Yale Record. En la Universidad fue miembro de la sociedad Skull & Bones, y jugó en el equipo de fútbol americano de Yale. Tufts también actuó en un grupo musical, The Wiffenpoofs, con el cual viajó en gira por Europa. Encontrándose en Nápoles decidió estudiar ópera, formándose en París durante un año, y en los Estados Unidos durante otros tres.

### Carrera
Tras graduarse en Yale en 1935, Tufts hizo pruebas para la Metropolitan Opera de Nueva York, pero finalmente trabajó en el circuito de Broadway. Así, actuó en las obras teatrales Who's Who y Sing for Your Supper, empezando después a cantar en hoteles y nightclubs. Un compañero de clase de Yale le convenció para ir a Hollywood y empezar la carrera de actor. Allí, el amigo de Tufts, el director de hotel Jack Donnelly, le acompañó a Paramount Pictures y le presentó al director de reparto Joe Egli. Egli le hizo una prueba cinematográfica, contratándole después. Su primer papel fue el de Kansas, un marine enamorado de Paulette Goddard en la película de 1943 So Proudly We Hail!. El film fue un éxito de crítica y público, sobre todo gracias a sus tres actrices: Claudette Colbert, Paulette Goddard y Veronica Lake. Además, la crítica alabó la actuación de Tufts, y el papel le sirvió para lanzar su carrera. Tras el estreno del film, Tufts recibió 1700 cartas de admiradores en una semana, y fue llamado "The Find of 1943 (descubrimiento de 1943)". Al año siguiente, Tufts fue elegido para trabajar con Olivia de Havilland en la comedia Government Girl. Ese mismo año, los exhibidores le votaron como "Estrella de Mañana".
Antes de que se completara el rodaje de So Proudly We Hail!, el director Mark Sandrich encargó al guionista del film, Allan Scott, escribir una película para Tufts y Paulette Goddard. La cinta, titulada I Love a Soldier, se estrenó en 1945. Durante la Segunda Guerra Mundial, la fama de Tufts siguió creciendo principalmente porque, con motivo de una antigua lesión sufrida en el Fútbol americano universitario, fue uno de los pocos actores que no sirvió durante la Guerra fuera de los Estados Unidos. Sin embargo, a principios de los años 1950 su fama empezó a disminuir, declinando con ella su carrera. En 1953, Tufts fue escogido para trabajar con Barbara Payton en una comedia de bajo presupuesto, Run for the Hills. Ese mismo año coprotagonizó otro film de bajo presupuesto, Cat-Women of the Moon. A pesar de ello, Tufts tuvo una breve vuelta a la fama gracias a un pequeño papel en la comedia The Seven Year Itch, protagonizada por Tom Ewell y Marilyn Monroe. Al año siguiente hizo un papel de reparto en el drama Come Next Spring, producido por Republic Pictures.
El declive de la carrera de Tuft se vio agravado por su alcoholismo y su comportamiento fuera de la pantalla. En febrero de 1954, una bailarina de 19 años llamada Margarie Von acusó a Tufts de haberle mordido el muslo derecho mientras estaba relajándose en un yate anclado en la costa de la Península de Balboa. Von demandó a Tuft exigiendo 26 000 dólares, ya que, según ella, le quedó una cicatriz de tres pulgadas. Von aceptó finalmente 600 dólares. En marzo de 1954, una estríper llamada Barbara Gray Atkins demandó a Tufts pidiendo 25.000 dólares de indemnización pues afirmaba que él le había mordido el muslo izquierdo cuando él y dos amigos visitaban la casa de ella. Atkins anuló posteriormente la demanda.
Tras rodar The Parson and the Outlaw en 1957, Tufts se retiró a un rancho en Texas. Volvió a actuar en 1963 como artista invitado en la serie televisiva El virginiano. Su última aparición en pantalla tuvo lugar con el telefilm de 1968 Land's End.

### Vida personal
En 1938, Tufts se casó con la bailarina Barbara Dare. Se separaron en 1949, y Dare presentó una demanda de divorcio en 1951, alegando como causa de la ruptura el alcoholismo de Tufts. A Dare se le garantizó una sentencia de divorcio el 21 de octubre de 1951, obteniendo el mismo al siguiente año.
Sonny Tufts falleció el 4 de junio de 1970 en el Saint John's Health Center de Santa Mónica (California), a causa de una neumonía. Tenía 58 años de edad. El funeral privado de Tufts se llevó a cabo el 7 de junio en Beverly Hills, siendo después enterrado en el Cementerio Munroe de Lexington (Massachusetts).

## Filmografía
| Año  | Título                       | Papel                     | Notas                                                     |
| ---- | ---------------------------- | ------------------------- | --------------------------------------------------------- |
| 1943 | So Proudly We Hail!          | Kansas                    |                                                           |
| 1944 | Government Girl              | E.H. 'Ed' Browne          |                                                           |
| 1944 | I Love a Soldier             | Dan Kilgore               |                                                           |
| 1944 | Here Come the Waves          | Windy "Pinetop" Windhurst |                                                           |
| 1945 | Bring on the Girls           | Phil North                |                                                           |
| 1945 | Duffy's Tavern               | Sonny Tufts               | Cameo                                                     |
| 1945 | Miss Susie Slagle's          | Pug Prentiss              |                                                           |
| 1946 | The Virginian                | Steve Andrews             |                                                           |
| 1946 | The Well-Groomed Bride       | Tte. Torchy McNeil        |                                                           |
| 1946 | Swell Guy                    | Jim Duncan                |                                                           |
| 1946 | Cross My Heart               | Oliver Clarke             |                                                           |
| 1947 | Easy Come, Easy Go           | Kevin O'Connor            |                                                           |
| 1947 | Blaze of Noon                | Roland McDonald           |                                                           |
| 1947 | Variety Girl                 | Sonny Tufts               |                                                           |
| 1948 | The Untamed Breed            | Tom Kilpatrick            |                                                           |
| 1949 | The Crooked Way              | Vince Alexander           |                                                           |
| 1949 | Easy Living                  | Tim "Pappy" McCarr        |                                                           |
| 1953 | Gift Horse                   | 'Yank' Flanagan           |                                                           |
| 1953 | Run for the Hills            | Charlie Johnson           |                                                           |
| 1953 | No Escape                    | Det. Simon Shayne         | Otro título: City on a Hunt                               |
| 1953 | Cat-Women of the Moon        | Laird Grainger            |                                                           |
| 1954 | Serpent Island               | Pete Mason                |                                                           |
| 1955 | The Seven Year Itch          | Tom MacKenzie             |                                                           |
| 1956 | Come Next Spring             | Leroy Hightower           |                                                           |
| 1957 | The Parson and the Outlaw    | Jack Slade                | Otros títulos: The Killer and 21 Men Return of the Outlaw |
| 1965 | Town Tamer                   | Carmichael                |                                                           |
| 1967 | Cottonpickin' Chickenpickers | Primo Urie                |                                                           |

| Año  | Título                                 | Papel         | Notas                               |
| ---- | -------------------------------------- | ------------- | ----------------------------------- |
| 1955 | Damon Runyon Theater                   | Sam           | Episodio "A Tale of Two Citizens"   |
| 1963 | El virginiano                          | Frank Trampas | Episodio "Ride a Dark Trail"        |
| 1964 | Bob Hope Presents the Chrysler Theatre | Monk          | Episodio "Have Girls, Will Travel"  |
| 1965 | The Loner                              | Barney Windom | Segmento "The Ordeal of Bud Windom" |
| 1968 | Land's End                             | Hal           | Telefilm                            |